# الکساندر پیاتوف
الکساندر پیاتوف (اوکراینی: Олександр Володимирович П'ятов؛ زادهٔ ۲۸ ژوئیهٔ ۱۹۹۶) بازیکن فوتبال اهل اوکراین است.